# Władysław Pasiut
Władysław Pasiut (ur. 24 czerwca 1953 w Starym Sączu) – polski duchowny katolicki, społecznik, proboszcz parafii Zborowice i Szczepanów.

## Życiorys
W 1973 wstąpił do Wyższego Seminarium Duchownego w Tarnowie. Po ukończeniu studiów filozoficzno-teologicznych, 28 maja 1978 otrzymał święcenia kapłańskie z rąk bpa Jerzego Ablewicza. 
Jako wikariusz pracował w następujących parafiach: Wola Baranowska (1978 -1982), Gromnik (1982–1983), Limanowa (1983–1992, pełnił tu posługę kapelana szpitala) i Chorzelów (1992–1994). W 1994 został proboszczem w parafii św. Marii Magdaleny w Zborowicach, a od 2001 pełnił funkcję proboszcza parafii św. Marii Magdaleny i św. Stanisława Biskupa i Męczennika w Szczepanowie oraz kustosza diecezjalnego sanktuarium św. Stanisława. Funkcję tę pełnił do 13 sierpnia 2023, następnie przeszedł na emeryturę.
Był notariuszem dekanatu Ciężkowice (1994–1998), a także dziekanem dekanatu ciężkowickiego (1998–2001). W Szczepanowie pełnił funkcję wicedziekana dekanatu szczepanowskiego (2001–2003), a następnie dziekana w latach 2003–2023. W latach 2019–2023 był członkiem V Synodu Diecezji Tarnowskiej. 
W 2004 otrzymał godność Kapelana Jego Świątobliwości. W 2023 otrzymał Odznakę Honorową Primus in Agendo. W 2025 został odznaczony Krzyżem Oficerskim Orderu Odrodzenia Polski za wybitne zasługi na rzecz społeczności lokalnej, za osiągnięcia w pracy duszpasterskiej oraz działalności społecznej i charytatywnej.